# Gómez Farias
Gómez Farias là một đô thị thuộc bang Chihuahua, México. Năm 2005, dân số của đô thị này là 7583 người.